# 야니 소이니넨
야니 마르쿠스 소이니넨(핀란드어: Jani Markus Soininen, 1972년 11월 12일 ~ )은 핀란드의 은퇴한 스키 점프 선수이다.
그는 1994년 릴레함메르 동계 올림픽때 개인 라지힐과 개인 노멀힐에서 6위를 했고, 단체 라지힐에서 5위를 했다.
그는 1998년 나가노 동계 올림픽에서 2개의 메달을 땄다. 그는 FIS 노르딕 세계 스키 선수권 대회에서 3개의 메달을 획득했다.
소이니넨은 2001년 라흐티 FIS 노르딕 세계 스키 선수권 대회에서 은메달을 딴후 은퇴했다.

## 참조
1. ↑  “[나가노 겨울올림픽] 핀란드 소이니넨, 스키점프서 역전 우승”. 중앙일보. 1998년 2월 12일.